# سیارک ۱۵۷۶۴۰
سیارک ۱۵۷۶۴۰ (به انگلیسی: 157640 Baumeler، نامگذاری:2005XS80) صد و پنجاه و هفت هزار و ششصد و چهلمین سیارک کشف شده‌است که در ۱ دسامبر ۲۰۰۶ کشف شد.